# Topolczany
Topolczany (słow. Topoľčany, do 1920 Veľké Topolčany, 1920–1927 Topolčany, niem. [Groß-]Topoltschan, węg. Nagytapolcsány, do 1882 Nagytapolcsán) – miasto na Słowacji, w kraju nitrzańskim, ośrodek administracyjny powiatu Topolczany. 27 177 mieszkańców (spis ludności z 21 maja 2011).

## Historia
Pierwsza pisemna wzmianka o miejscowości pochodzi z 1173 roku.
24 września 1945 rozeszła się pogłoska, że żydowski lekarz podaje dzieciom trujące zastrzyki (chodziło o naturalną reakcję po szczepieniu). Przed przychodnią zebrał się kilkutysięczny tłum, który pobił 47 Żydów, z których 15 zostało hospitalizowanych. Jedną z przyczyn rozruchów był wcześniejszy protest przeciwko obecności kilku żydowskich uczennic w uprzednio klasztornej szkole.

## Przemysł
Od 1958 w miejscowości działał browar Topvar (Pivovar Topvar), produkujący piwa tej marki od 1964 do 2010 roku.

## Sport
- HC Topoľčany – klub hokejowy (1. liga słowacka)
- Tereza Mihalíková – słowacka tenisistka, urodzona w Topolczanach

## Miasta partnerskie
- Artern
- Einbeck
- Hlohovec
- Levice
- Mazingarbe
- Rybnik